# Cynops
Cynops és un gènere d'amfibis caudats de la família Salamandridae, que se solen conèixer com tritons de ventre de foc. Ho integren una sèrie d'espècies de tritons autòctons del Japó i la Xina. Poden viure alguna època de la seva vida en terra, per la qual cosa hauran de tenir en el seu recinte zona terrestre i aquàtica. Se sol alimentar de petits insectes que cauen o viuen en l'aigua. En captivitat es recomana que sigui alimentat amb larva vermella de mosquit, larva negra de mosquit, artèmia, larva blanca i tubifex. Menjar viu se li pot subministrar trossos de cuc o larva de mosca.

## Taxonomia
- Cynops chenggongensis Kou i Xing, 1983
- Cynops cyanurus Liu, Hu i Yang, 1962
- Cynops ensicauda (Hallowell, 1861)
- Cynops orientalis (David, 1873)
- Cynops orphicus Risch, 1983
- Cynops pyrrhogaster (Boie, 1826)
- Cynops wolterstorffi (Boulenger, 1905)